# Юровичи (Червенский район)
Юровичи (бел. Юравічы) — деревня в Червенском районе Минской области Беларуси. Входит в состав Ляденского сельсовета.

## Географическое положение
Расположена в 23 километрах к востоку от Червеня, в 75 км от Минска, в 27 км от станции Пуховичи линии Минск—Осиповичи, в 1,6 км к северу от автодороги Минск—Могилёв, на реке Карпиловка.

## История
Населённый пункт известен с XVI века. В юридических документах 1552 года упоминается как село в составе Игуменской волости Великого княжества Литовского. В результате II раздела Речи Посполитой 1793 года вошло в состав Российской империи. На 1800 год село, насчитывавшее 24 двора и 184 жителя, являвшееся шляхетской собственностью и входившее в состав Игуменского уезда Минской губернии, в то время здесь имелись деревянная униатская Георгиевская церковь, деревянный господский дом и корчма. Во время Польского восстания 1863—1864 годов 9 мая 1863 года под Юровичами разразился жёсткий бой между царскими войсками и повстанческим отрядом С. Лесковского. В 1863 году в Юровичах было открыто земское народное училище, в 1865 году для него было построено отдельное деревянное здание. На 1867 год здесь был 51 ученик (45 мальчиков и 6 девочек). В 1864 году в селе была открыта также церковно-приходская школа. В 1869 году открыта православная церковь. На 1880-е годы здесь была усадьба, кроме вышеупомянутых учреждений работал также смолокурный завод. На 1892 год народное училище насчитывало уже 67 учеников (60 мальчиков и 7 девочек). Согласно переписи населения Российской империи 1897 года село Юровичи, стоявшее на реке Ведрица, являлось центром Юровичской волости Игуменского уезда, здесь было 3 двора и 11 жителей, работала православная церковь. С февраля по декабрь 1918 года деревня была оккупирована немцами, с августа 1919 по июль 1920 — поляками. После Октябрьской революции 1917 года на базе земского народного училища была открыта рабочая школа 1-й ступени. На 1921 год село входило в состав Хуторской волости, здесь было 5 дворов и 36 жителей. 20 августа 1924 года вошло в состав вновь образованного Хуторского сельсовета Червенского района Минского округа (с 20 февраля 1938 — Минской области). Согласно переписи населения СССР 1926 года село насчитывало 5 дворов, где проживали 26 человек, рядом располагались одноименная деревня, где было 69 дворов, жил 381 человек и деревня Юревичи-Смоляр на 3 двора, где было 18 жителей. В 1930 году в деревне организован колхоз «Борец», на 1932 год в него входили 9 крестьянских хозяйств. Во время Великой Отечественной войны деревня была оккупирована немецко-фашистскими захватчиками в июле 1941 года. 31 её житель не вернулся с фронта. Освобождена в начале июля 1944 года. На 1960 год население деревни составило 186 человек. В 1980-е годы деревня относилась к совхозу «Нива». На 1997 год здесь было 23 дома и 35 жителей, работал магазин. 30 октября 2009 года в связи с упразднением Хуторского сельсовета вошла в состав Колодежского сельсовета. 28 мая 2013 года передана в Ляденский сельсовет. На 2013 год 10 круглогодично жилых домов, 19 постоянных жителей.

## Население
- 1800 — 24 двора, 184 жителя
- 1897 — 3 двора, 11 жителей
- начало XX века —
- 1921 — 5 дворов, 36 жителей
- 1926 — 74 двора, 407 жителей (село + деревня)
- 1960 — 186 жителей
- 1997 — 23 двора, 35 жителей
- 2013 — 10 дворов, 19 жителей